# Educational Broadcasting System
Korea Educational Broadcasting System ou EBS (en français : Système de Radiotélédiffusion pour l'Éducation, en hangeul 한국교육방송공사, en hanja : 韓國敎育放送公社 韓國放送公社) est un des 4 principaux réseaux sud-coréens de télévision.
Ce réseau a été fondé par le gouvernement sud-coréen dans le but d'assurer l'éducation à vie de la population et l'aide complémentaire au programme scolaire.
Il faisait partie du KEDI (Korean Educational Development Institute), mais est devenu indépendant depuis 1997 et est devenu une société publique en 2000. La diffusion est assurée par Korean Broadcasting System (KBS). Il possède actuellement 9 chaînes de télévision : EBS TV, EBS Radio, EBS Plus1, EBS Plus2, EBS English, EBS America et EBS u, mais aussi 4 sites internet : www.ebs.co.kr, www.ebsi.co.kr, www.ebse.co.kr, www.ebslang.co.kr